# Dunquin
La ciudad de Dunquin (también reconocida como Dún Chaoin en gaélico irlandés) significa "Fortaleza de Caon", es uno de los pueblos pertenecientes a la región Gaeltacht, es decir, que conserva el idioma nativo. Se encuentra ubicada al oeste del Condado de Kerry, en la región de Munster, siendo el asentamiento más occidental de la península de Dingle, con vistas a las islas Blasket. En las cercanías se encuentra Dunmore Head, el punto más occidental de toda Irlanda.
Su geografía se caracteriza por los asombrosos acantilados desde donde se ven las islas, donde vivió Peig Sayers.